# Heterosmilax chinensis
Heterosmilax chinensis är en enhjärtbladig växtart som beskrevs av Fa Tsuan Wang. Heterosmilax chinensis ingår i släktet Heterosmilax och familjen Smilacaceae. Inga underarter finns listade.